# Šárka Kašpárková
Šárka Kašpárková (Karviná, 1971. május 20. –) olimpiai bronzérmes és világbajnok cseh atléta, hármasugró. Fedett pályán 14,87 méterrel, szabadtéren pedig 15,20 méterrel tart élő cseh rekordot.

## Pályafutása
Pályafutását magasugróként kezdte. 1988-ban hatodik lett a junior világbajnokságon, majd egy évvel később bronzérmet szerzett a junior Európa-bajnokságon. 1992-ben vett részt első alkalommal az olimpiai játékokon. Barcelonában nem jutott döntőbe, 1,88-dal huszonötödikként zárt. 1993. január 27-én, magasugró karrierjének a végén ugrotta legjobbját, 1,95-ot.
Az 1993-as világbajnokságon már hármasugróként indult, és a hetedik helyen végzett. Az 1994-es Európa-bajnokságon hatodik, majd az 1995-ös fedett pályás világbajnokságon negyedik lett.

### Olimpiai érem és világbajnoki cím
Az 1996-os fedett pályás Európa-bajnokságon a második helyen zárt, majd négy hónappal később megszerezte egyetlen olimpiai érmét. Atlantában 14,98-dal, Inna Laszovszkajával azonos eredményt ugrott a döntőben, végül azonban ő végezett hátrébb, bronzérmes lett, mivel orosz ellenfele egy körrel korábban érte el ezt a távolságot.
1997-ben a fedett pályás világbajnokságon harmadikként zárt, majd győzött a szabadtéri világbajnokságon. Athénban 15,20-as cseh csúccsal nyert. Egy év múlva, a budapesti Európa-bajnokságon, valamint a valenciai fedett pályás Európa-bajnokságon is ezüstérmes lett.
Az 1999-es fedett pályás világbajnokságon 14,78-as fedett pályás nemzeti rekorddal bronzérmet szerzett. Ez volt pályafutása utolsó jelentős nemzetközi sikere.

### Hanyatlás
1999 után nem ugrott többé 14,40 fölött világversenyen. Sydney-ben csak a tizenkettedik lett, négy évvel később, Athénban pedig csak a huszonötödik. 2006-ban visszavonult a profi sporttól.

## Egyéni legjobbjai
| Versenyszám | Eredmény       | Helyszín       | Dátum              |
| Szabadtér   | Szabadtér      | Szabadtér      | Szabadtér          |
| ----------- | -------------- | -------------- | ------------------ |
| Magasugrás  | 1,92 méter     | Kerkrade       | 1992. május 30.    |
| Hármasugrás | 15,20 méter NR | Athén          | 1997. augusztus 4. |
| Fedett      |                |                |                    |
| Magasugrás  | 1,95 méter     | Besztercebánya | 1993. január 27.   |
| Hármasugrás | 14,87 méter NR | Maebasi        | 1999 március 7.    |

magyarázat: NR = nemzeti rekord

## Magánélete
Házas, férje egykori edzője, Pogány Mihály. Egy lányuk van, Tereza.